# サリーン
サリーン（Saleen ）は、アメリカカリフォルニア州アーバイン市に本拠を置く自動車製造メーカー。
主にフォード製の車両のチューニングを手がけ、またその車を駆ってアメリカのモータースポーツシーンで活躍。2010年8月、ラグナ・セカで披露されたオリジナルスーパーカー「S7」によって、コンプリートカーメーカーとしても認知を広めるに至っている。
日本では2005年の東京モーターショーに出展し、同年11月より日本総代理店となるブルーフレームが輸入販売していたが、2009年10月に同社が倒産したため現在は正規輸入が事実上ストップしている。また、アメリカンスポーツカーを扱う販売店のネットワークのASDNに加盟していたディーラーのうちの9社がサリーンジャパンの加盟店だったという。

## 歴史
1983年、レーシングドライバーであるスティーブ・サリーンによって創立。この会社が設立された目的は、SCCAが開催していたショールームストックカーと呼ばれる、市販車に限りなく近い状態のマシンで争われるレースにエントリーするためであった。事実、1985年にサリーン・オートスポーツと銘打ったチームで参戦を果たしているが、それ以上に大きいのが、SCCAから発効されたレギュレーションに則ったパーツを自社で製造し、それを一般のレーサーに販売したことであり、こうした会社としての姿勢が同社の成長に絶大な影響を及ぼすこととなった。
1980年代から1990年代にかけて、マスタングやエスコート、フォーカスなどのチューニングコンプリートカーを販売するカスタマーとして確固たる地位を築き上げた。フォードとの信頼も厚く、現代に蘇った往年のレーシングカーフォードGTの組み立てを任されるほど技術力も認められている。これに飽き足らず、ボディとシャシーそして、レース用マシンのボディも自社生産し、S7と名づけられたまったく新しいスーパーカーを作り上げた。スポーツカーとしての性能の高さを追求したこの車は、スタイリングやエンジニアリング面から見てもレースに投入されることは明白であり、GT選手権や耐久選手権によく顔を出し、国際的な舞台で活躍するほどのパフォーマンスをサーキットで証明している。
2017年、サリーンは中国江蘇省如皋市とともに、江蘇賽麟汽車技術集団有限公司（Jiangsu Saleen Automotive Technology Group Co., Ltd.）を設立し、中国市場向けに生産・販売を開始することを発表した。また、2019年7月には、シティーカーとクロスオーバーSUVの電気自動車を発表した。しかしながら、2020年6月29日、中国当局は新型コロナウイルス感染拡大に伴う経営悪化により、江蘇賽麟汽車技術の施設を強制収用し、中国人以外の役員と従業員を追放した。

## 車種一覧
- S7
- S1
- S281（1996年 - 2009年）：第5世代・第6世代マスタングをベースとしたコンプリートカー。
- S302（2007年 - 2009年）：第6世代マスタングをベースとしたコンプリートカー。
- サリーン302マスタング（2010年 - ）：第6世代・第7世代マスタングをベースとしたコンプリートカー。
- サリーン570チャレンジャー：第3世代チャレンジャーをベースとしたコンプリートカー。
- サリーン620カマロ：第5世代カマロをベースとしたコンプリートカー。
- サリーンS331
- サリーンSR
- サリーンS351
- サリーンFOURSIXTEEN